# Mesosemia messeis
Mesosemia messeis är en fjärilsart som beskrevs av William Chapman Hewitson 1860. Mesosemia messeis ingår i släktet Mesosemia och familjen Riodinidae. Inga underarter finns listade i Catalogue of Life.

## Bildgalleri

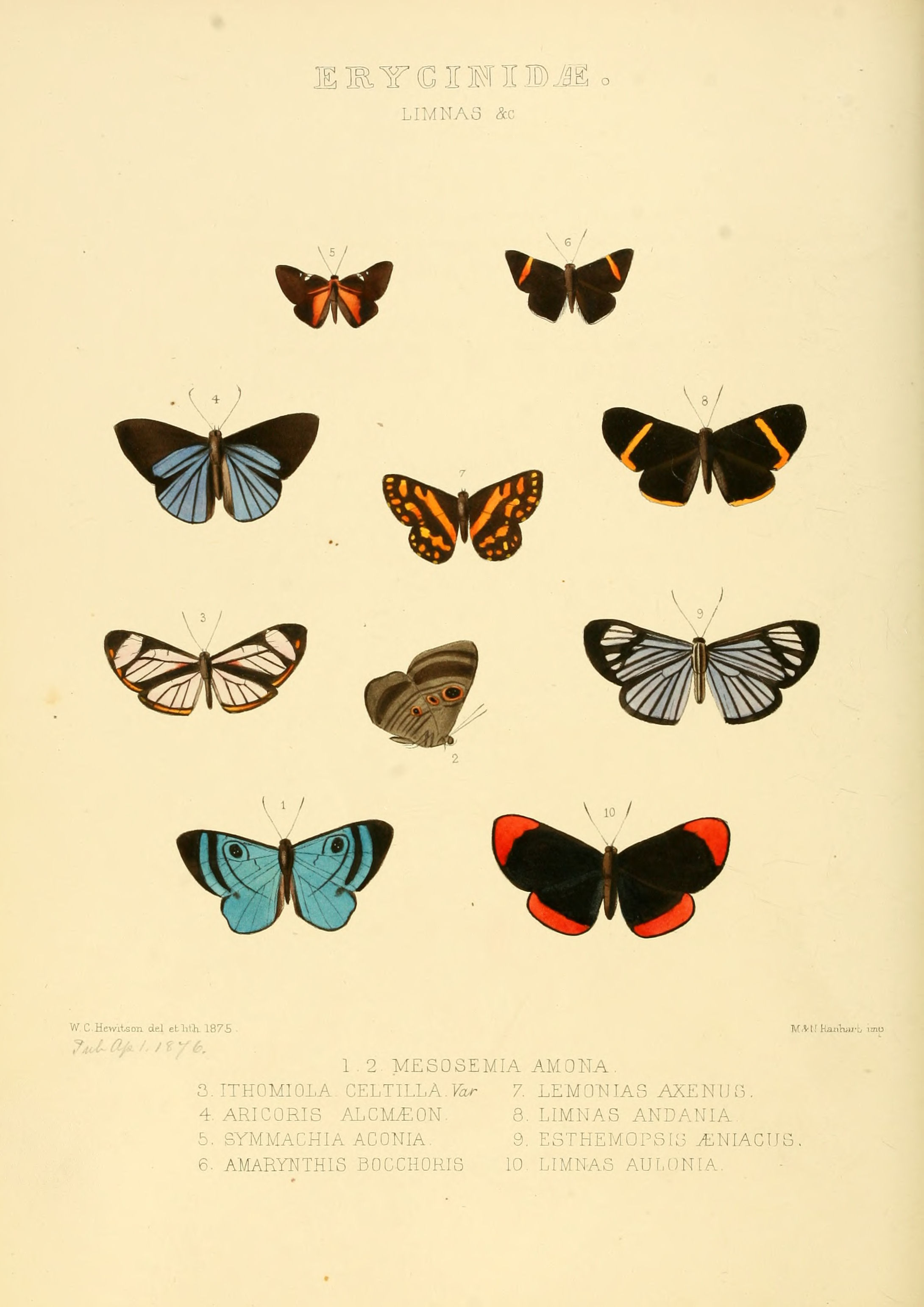
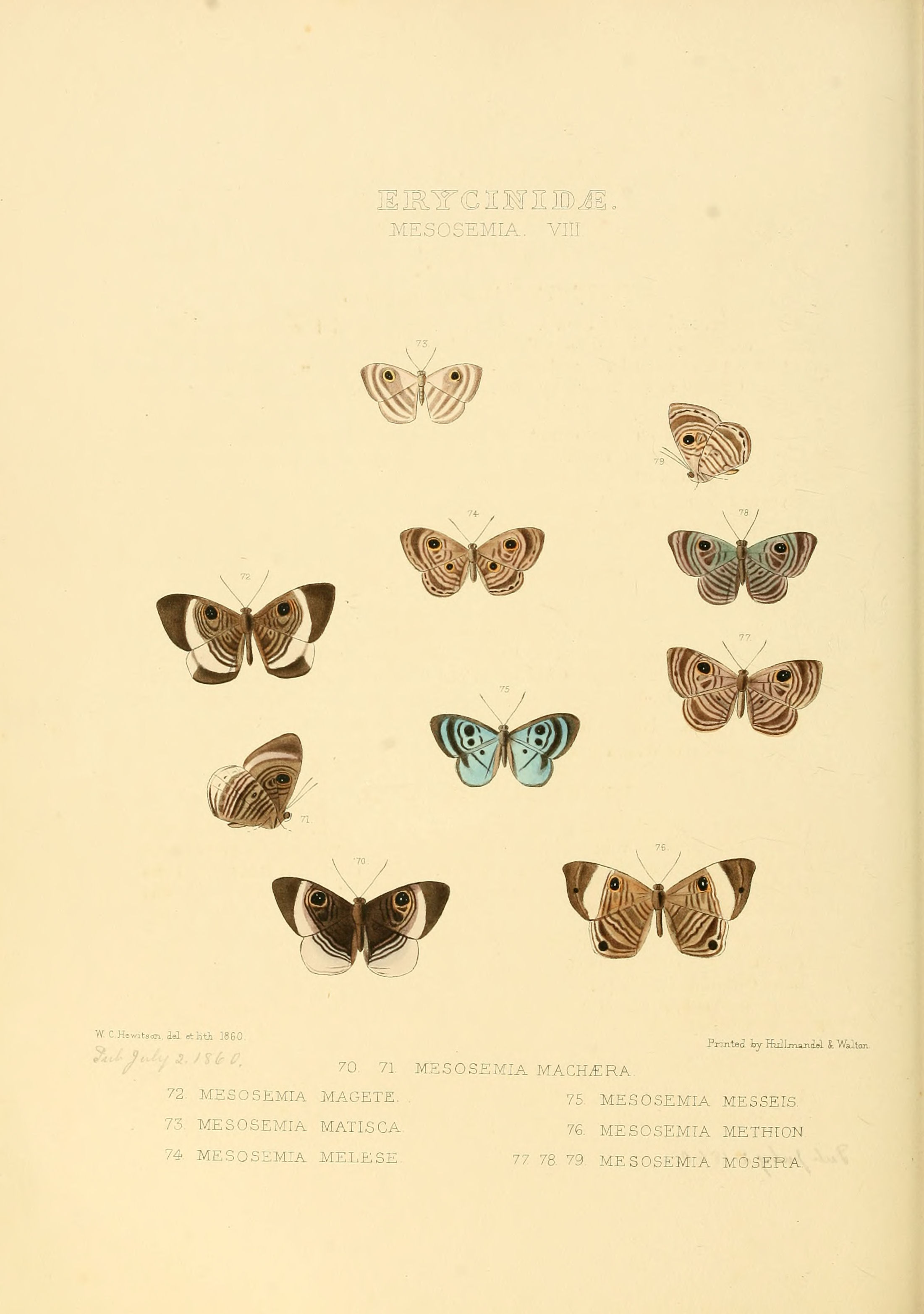